# Höytiäinen
Le Höytiäinen est un lac de Finlande.

## Géographie
Le lac est situé en Carélie du Nord. Il s'étend sur les communes de Juuka, Kontiolahti et Polvijärvi. Il fait partie du bassin de la Neva.